# 荒木城
荒木城（あらきじょう）は、現在の兵庫県丹波篠山市細工所（旧・丹波国多紀郡）にあった日本の城（山城）。細工所城とも呼ばれる。

## 概要
籾井城の北西2.7kmの山岳にあり、標高404m、比高170mの山頂に位置した。城の南麓を東西南北に街道が通っており、交通の要衝となる。荒木城南西の麓には細工所砦があり、荒木城の防御を担った。
『丹波志』によると城主は荒木氏綱といい、天正6年（1578年）4月、明智光秀が滝川一益、丹羽長秀とともに攻めた「荒木山城守城」がこの荒木城と考えられる。荒木城の東600mの位置にある鉄砲丸と北西2.2kmに位置する清滝山城は、荒木城を攻めるための陣城としてこの時築かれたとみられる。『信長公記』によると、4月10日、明智方により水の手が止められたことで落城した。